# Iglesia de Nuestra Señora de la Consolación (Cazalla de la Sierra)
La iglesia de Nuestra Señora de la Consolación es un templo católico de la población de Cazalla de la Sierra en la provincia de Sevilla (España). Fue declarada Bien de Interés Cultural en 1983. Este edificio histórico de gran interés arquitectónico se encuentra situado en la plaza Mayor, en la zona más elevada de la localidad.

## Edificio
El templo se levanta, adosado a una puerta de la antigua muralla almohade, que fue modificada en estilo mudéjar. Constituye uno de los ejemplos más destacados de la arquitectura sevillana. 
Se pueden distinguir tres periodos diferentes en su construcción. El primero puede fecharse en los siglos XIV y XV, se construyó entonces una iglesia mudéjar con tres naves, ábside poligonal y torre-fachada. La segunda fase se inició en 1538 y no llegó ser finalizada, durante la misma se derribó parte de la obra anterior, comenzándose la construcción de un nuevo templo de estilo renacentista, con planta rectangular, y tres naves cubiertas con bóvedas vaídas casetonadas soportadas por grandes pilares con columnas adosadas. La tercera fase se llevó a cabo en el segundo tercio del siglo XVIII, reformándose los tramos aún existentes de la primitiva iglesia mudéjar, cubriéndolos con bóvedas de cañón y lunetos, y levantándose la portada lateral.
Los elementos más destacados del conjunto son, en primer lugar, la torre-fachada, compuesta por dos núcleos claramente diferenciados y con una portada ojival; y en segundo término, el interior renacentista, cuyos pilares, rematados por dados de entablamento en los que se sitúan relieves con apóstoles y santos, son una copia bastante fiel de los soportes empleados en la Sacristía Mayor de la Catedral de Sevilla. Con la obra renacentista se relaciona la inscripción situada en uno de los muros exteriores que se fecha en 1538. Parece ser que fue Diego de Riaño el maestro que comenzó la obra de esta iglesia parroquial dejándola inconclusa, siendo su discípulo-aparejador Martín de Gainza, quien la concluyera tras la muerte del maestro.

## Interior

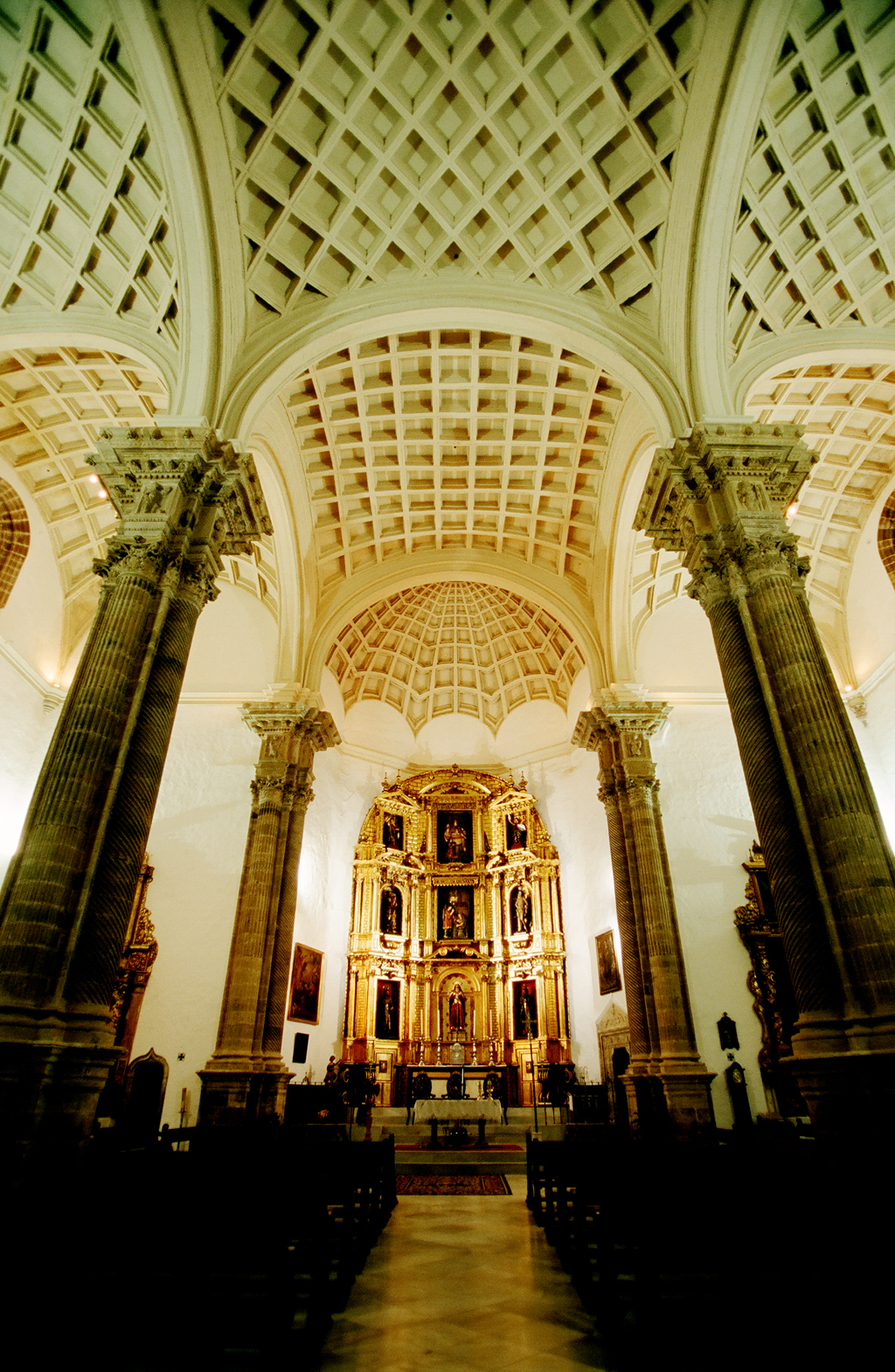
Interior

El retablo mayor está compuesto por banco, dos cuerpos de tres calles separadas por columnas corintias y ático. Procede del convento franciscano de San Sebastián de Carmona y puede fecharse en el primer tercio del siglo XVII. En él se han colocado diferentes esculturas y relieves de diferentes épocas y estilos. Destacan las escenas de la Anunciación y Circuncisión, así como las imágenes de San Pedro y San Pablo, correspondiente al desaparecido Retablo Mayor contratado con Juan de Oviedo y de la Bandera en el año 1592 y concluido en 1607, cuyo dorado y policromía fueron realizados por Vasco Pereira y Francisco Cid. Este retablo fue destruido durante la Guerra Civil, aunque se conserva su motivo central, el espléndido relieve de la Adoración de los Pastores, en el Museo Marés de Barcelona. En otros registros del retablo aparecen esculturas de San José, San Sebastián, San Miguel, San Rafael, fechables en el siglo XVIII. En las calles laterales se encuentran esculturas de San Joaquín y Santa Clara, ambas del siglo XVIII. En el ático figura una pintura sobre tablas, datable en el primer cuarto del siglo XVII.
El retablo colateral derecho está formado con elementos de acarreo y en él destacan dos pequeños relieves, al parecer de los evangelistas, que pudieron formar parte de las puertas que el desaparecido Retablo Mayor presentaba en el lado izquierdo. En esta misma nave se encuentra un retablo recompuesto con elementos de los siglos XVII y XVIII, en cuyo ático figura un relieve de la Asunción, fechable a mediados del siglo XVII.
La Pila Bautismal que se encuentra en la capilla bautismal es de estilo mudéjar, fechada en 1350.
Por los muros de la Iglesia se distribuyen un abundante conjunto de pinturas barrocas. Entre otras cabe citar, un apostolado, de la escuela sevillana de mediados del siglo XVII; dos lienzos de gran tamaño que representan la Última Cena y la Comida en Casa de Simón, de recuerdo manierista pero de la misma fecha, y las pinturas del Nacimiento y Presentación de la Virgen, correspondientes al siglo XVIII. De este mismo siglo son los lienzos de San Cristóbal, Cristo apareciéndose a Santo Domingo, el de San José y el de San Juan Bautista con el Niño Jesús. En las paredes del presbiterio están colocados dos lienzos, uno de ellos representa la Anunciación, el otro, dedicado a la Inmaculada, pertenece al siglo XVIII.
Diversas piezas de orfebrería conserva la parroquia de Nuestra Señora de Consolación, después de la destrucción y saqueo acontecido en 1936, con motivo de la Guerra Civil. Entre las más destacadas están: una bandeja de plata de forma decagonal, que lleva un escudo nobiliario al centro y una orla de grutescos, presentando el punzón de Sevilla, y de los plateros Gallego y Ortega, que puede fecharse en el tercer cuarto del siglo XVI; una Cruz Parroquial con temas geométricos y relieves, datable en el primer tercio del siglo XVII; un Copón de plata decorado con rocallas, que lleva los punzones de Sevilla y del platero Cárdenas, datable en la segunda mitad del siglo XVIII; cuatro blandones de plata con motivos de rocalla, punzonados por García y Gargallo, datables en torno a 1800 y dos Cálices de plata lisa de principio del siglo XIX, uno de ellos obra cordobesa, punzonada por Vega y Herrera.